# IC 4278
IC 4278 је галаксија у сазвјежђу Ловачки пси која се налази на листи објеката дубоког неба у Индекс каталогу.
Деклинација објекта је + 47° 14' 49" а ректасцензија 13h 30m 27,4s. Привидна величина (магнитуда) објекта IC 4278 износи 15,4 а фотографска магнитуда 16,0.